# アレクセイ・スピリドノフ (バレーボール)
アレクセイ・スピリドノフ（ロシア語: Спиридонов Алексей Александрович、1988年6月26日 - ）は、ロシアの男子バレーボール選手。ポジションはウイングスパイカー。ロシア代表。

## その他
- 強烈なスパイクのみならずバレーボール界を代表する荒くれ者としても有名で、過去には現在代表で共にプレイしているセルゲイ・グランキンと対戦中に言い争そってレッドカードを出されたり、対戦したイタリア代表チームのコーチマウロ・ベルートを「ルナティック（精神異常者、狂人の意）」と形容して議論をおこしたりしている[2]。
- しばしば容姿がタンタンの冒険の主人公タンタンに似ていると言われ、それにちなんでTin Tinと名付けられたバーがある。
- 2013年のヨーロッパ選手権優勝後、トロフィーで局部を隠した全裸写真を公開するなど、コート外でも話題に事欠かない[3]。
- 「俺がコート内で相手をイライラさせているだって？俺はいつだって(相手を挑発する)準備はできている。バレーボール界には理由無く俺のことを憎んでる奴らがいて、俺はそいつらとは特別な関係にあるわけさ。もしもそいつらが一線を越えたら俺は素敵な言葉をかけてやるってわけだ。」などと発言している。（当然、この場合の"素敵な言葉"というのは相手を侮辱する言葉のこと。）[4]

## 所属クラブ
- イスクラ・オジンツォボ（2008-2012年）
- ウラル・ウファ（2012-2013年）
- ファケル・ノヴィ・ウレンゴイ（2013-2014年）
- ゼニト・カザン（2014-　）